# 生化壽屍
《生化壽屍》是1998年上映的香港電影。葉偉信導演，陳小春、湯盈盈、李燦森主演。

## 剧情
古惑仔無敵和喪B，每日三四點先看VCD/DVD店，接了老大的命令取車，用高速度開車想回商場的店舖一下不小心撞了一位正在行出在馬路中心的西裝友，把飲料帶回商場。商場內的各人逐一變成喪屍，包括深情的壽司師傅。最後商場所有人都受感染變成喪屍。

## 演員
| 演员   | 角色           | 备注                              |
| 陳小春 | 無敵           |                                   |
| 湯盈盈 | 細卷           |                                   |
| 李燦森 | 喪B            |                                   |
| 黎耀祥 | 爛牙駒（駒哥） |                                   |
| 黎淑賢 |                | 爛牙駒妻                          |
| 張錦程 | 來哥           | 生化壽司店師傅，暗戀細卷          |
| 周凱珊 | Jelly          | 遭爛牙駒推出電梯，被喪屍咬死      |
| 駱達華 |                | 被無敵、喪B誤餵細菌液體，後變喪屍 |
| 鄒凱光 |                | 用刀測試喪屍時遭喪屍咬死          |
| 陳治良 | 阿牛           | 商場警衛，在警察室被喪屍咬死      |
| 譚淑梅 |                |                                   |
| 黎應就 |                |                                   |
| 程小龍 | 陳金成         | 喪屍買家                          |
| 錢榮威 |                | 商場警衛，停車場巡更時遭喪屍咬死  |
| 鄭保瑞 |                | 修車廠技工                        |
| 梁志安 |                | 修車廠技工                        |
| 曾德華 |                | 買VCD之學生                       |
| 譚得志 |                | 軍裝巡邏小隊                      |
| 陳志全 |                | 軍裝巡邏小隊，在警衛室被喪屍咬死  |
| 陳寶駿 |                | 壽司店客人                        |
| 明德豐 |                | 壽司店客人                        |
| 莫偉文 |                | 生化壽司店老闆                    |
| 潘慧嘉 | Cindy          | 遭已變喪屍之來哥咬死              |
| 李俊森 |                | 修車廠技工                        |
| 邵耀華 |                | 修車廠技工，遭無敵、喪B用蟑螂整蠱 |

## 結局

### 結局1
無敵和細卷駕車逃到加油站，當無敵嘗試找電話求助時，看見電視機發出緊急呼籲：
“全港已進入緊急狀態，呼籲各生還者逃至較安全位置躲避，注意市面上各飲料可能已混入生化液體”
無敵得知事實之後，發現細卷已喝下從車廂拿出來的生化液體，在不忍心殺死細卷的情況下，喝下剩餘的生化液體……（然後畫面定格，電影結束）

### 結局2
和結局1的遭遇一樣，但當無敵發現細卷不在車上的時候，被變成喪屍的細卷咬死，然後他們在車裡做，生了個喪屍寶寶

## 拍攝地點
片中商場在香港著名的「死場」炮台山新時代廣場取景，而停車場則在荃灣海濱廣場停車場取景。

## 外部連結
- 開眼電影網上《生化壽屍》的資料（繁體中文）
- 香港影庫上《生化壽屍》的資料（繁體中文）
- 时光网上《生化壽屍》的資料（简体中文）
- 豆瓣电影上《生化壽屍》的資料 （简体中文）
- 爛番茄上《生化壽屍》的資料（英文）